# Centipeda (Plantae)
Centipeda je rod glavočika iz Azije, Australije i Južne Amerike. Smješten je u vlastiti podtribus Centipedinae, dio tribusa Athroismeae. Sastoji se od 10 vrsta.

## Vrste
1. Centipeda aotearoana N.G.Walsh
2. Centipeda borealis N.G.Walsh
3. Centipeda crateriformis N.G.Walsh
4. Centipeda cunninghamii (DC.) A.Braun & Asch.
5. Centipeda elatinoides Benth. & Hook.f. ex O.Hoffm.
6. Centipeda minima (L.) A.Braun & Asch.
7. Centipeda nidiformis N.G.Walsh
8. Centipeda pleiocephala N.G.Walsh
9. Centipeda racemosa (Hook.) F.Muell.
10. Centipeda thespidioides F.Muell.

## Sinonimi
- Myriogyne Less.